# Хайдаралієв Рустам Назарович
Рустам Назарович Хайдаралієв (рос. Рустам Назарович Хайдаралиев нар. 21 квітня 1971) — радянський та таджикистанський футболіст, виступав на позиції захисника та півзахисника.

## Клубна кар'єра
Клубну кар'єру розпочинав у «Металурзі» з Турсунзаде.
У 1992 році перейшов у полтавську «Ворсклу». Дебютував за полтавців 31 жовтня 1992 року в переможному (1:0) домашньому поєдинку 18-го туру першої ліги чемпіонату України проти чернігівської «Десни». Рустам вийшов на поле в стартовому складі та відіграв увесь матч. Дебютним голом у футболці «ворсклян» відзначився 3 липня 1993 року на 76-й хвилині нічийного (2:2) домашнього поєдинку 44-о туру першої ліги проти мукачевських «Карпат». Хайдаралієв вийшов у стартовому складі та відіграв увесь матч. З 1992 по 1994 рік у чемпіонатах України зіграв 57 матчів та відзначився 3-а голами, ще 3 поєдинки провів у кубку України. У 1994 році перейшов до комсомольського «Гірника», який виступав в аматорському чемпіонаті України. У 1995 році перейшов до першолігового «Шахтаря» (Макіївка). Дебютував у складі макіївського клубу 5 травня 1995 року в програному (0:1) виїзному поєдинку 31-о туру проти охтирського «Нафтовика». Рустам вийшов на поле на 76-ій хвилині, замінивши Олександра Ладейка. Цей поєдинок виявився для Рустама єдиним у футболці «Шахтаря». Сезон 1995/96 років розпочав у складі комсомольського «Гірника-спорту», який того сезону виступав уже в Другій лізі чемпіонату України. Дебютував за «Гірник-спорт» у другій лізі 17 серпня 1995 року в нічийному (1:1) домашньому поєдинку 4-о туру групи Б проти армянського «Титану». Хайдаралієв вийшов на поле в стартовому складі та відіграв увесь матч. Єдиним голом у складі комсомольського клубу відзначився 26 вересня 1995 року на 66-й хвилині (реалізував пенальті) програного (1:5) виїзного поєдинку 14-о туру групи Б проти мелітопольського «Торпедо». Рустам вийшов на поле в стартовому складі та відіграв увесь матч. Загалом у футболці «Гірника-спорту» зіграв 17 матчів та відзначився 1 голом.
У 1996 році перейшов до клубу «Індустрія» (Боровськ), який на той час виступав у другій лізі чемпіонату Росії. У футболці боровського колективу в російській першості зіграв 20 матчів та відзначився 1 голом, ще 1 поєдинок відіграв у кубку Росії. У сезоні 1996 року виступав за нижегородський «Локомотив». Дебютував у футболці нижегородців 14 серпня 1996 року в програному (0:2) виїзному поєдинку 21-о туру Вищої ліги проти волгоградського «Ротора». Хайдаралієв вийшов на поле в стартовому складі та відіграв увесь матч. Того сезону в складі «Локомотива» зіграв у 12-ти матчах чемпіонату та 1 поєдинку кубку Росії. Але вже наступного сезону втратив своє місце в першій команді й виступав за третьоліговий фарм-клуб нижегородців, «Локомотив-дубль» (8 зіграних матчів). З 1997 по 1998 рік виступав за «Торпедо» з Арзамаса. У 1999 році перебрався в ульяновську «Волгу». У тому ж році грав за «Варзоб».
У 2000 році переїхав до Казахстану де грав за «Шахтар-Іспат-Кармет». Дебютував у складі карагандинського клубу 16 квітня 2000 року в переможному (1:0) домашньому поєдинку 1-го туру Вищої ліги проти костанайського «Тобола». Рустам вийшов на поле в стартовому складі та відіграв увесь матч. Єдиним голом у складі «гірників» відзначився 4 червня 2000 року на 55-ій хвилині переможного (4:1) домашнього поєдинку 9-го туру вищої ліги проти «Кайрату». Хайдаралієв вийшов на поле в стартовому складі та відіграв увесь матч, при цьому отримав і жовту картку. У футболці «Шахтаря» в казахському чемпіонаті зіграв 19 матчів та відзначився 1 голом, ще 4 поєдинки провів у кубку Казахстану. Наступного сезону перейшов в «Актобе-Ленто». Дебютував у складі команди з однойменного міста 1 травня 2001 року в переможному (1:0) домашньому поєдинку 2-го туру вищої ліги проти «Мангистау». Рустам вийшов на поле в стартовому складі та відіграв увесь матч. У складі «Актобе» провів 24 поєдинки. У 2002 році приєднався до «Тараза», який виступав у Першій лізі казахського чемпіонату. Дебютував у команді з однойменного міста 1 травня 2002 року в нічийному (0:0) виїзному поєдинку 1/16 фіналу кубку Казахстану проти «Батиса» (Уральськ). Хайдаралієв вийшов на поле в стартовому складі та відіграв увесь матч. Дебютував у першій лізі 17 травня 2002 року в переможному (2:0) виїзному поєдинку проти «Достика» (Шимкент). Рустам вийшов на поле в стартовому складі та відіграв увесь матч. Єдиним голом у футболці «Тараза» відзначився 28 травня 2002 року на 29-ій хвилині переможного (1:0) домашнього поєдинку 3-го туру першої ліги проти актауського Каспія. Хайдаралієв вийшов на поле в стартовому складі та відіграв увесь матч. За підсумками сезону «Тараз» здобув путівку до Вищої ліги. У казахській Суперлізі в складі «Тараза» дебютував 12 квітня 2003 року в програному (0:2) домашньому поєдинку 1-го туру проти столичного «Женісу». Рустам вийшов на поле в стартовому складі та відіграв увесь матч. 
В середині 2000-х років повернувся на батьківщину, де виступав за душанбинську «Хіму». У 2007 році завершив кар'єру гравця.

## Кар'єра в збірній
Викликався до табору національної збірної Таджикистану, в складі якої дебютував у нічийному (3:3) виїзному товариському поєдинку проти збірної Туркменістану. Загалом у складі національної збірної зіграв 6 матчів.

## Досягнення
Регар-ТадАЗ
- Чемпіонат Таджикистану
  -  Срібний призер (1): 1992

- Кубок Таджикистану
  -  Фіналіст (1): 1992

«Варзоб»
- Чемпіонат Таджикистану
  -  Чемпіон (1): 1999

- Кубок Таджикистану
  -  Володар (1): 1999

«Хіма» (Душанбе)
- Чемпіонат Таджикистану
  -  Срібний призер (1): 2006

- Кубок Таджикистану
  -  Фіналіст (2): 2006, 2007